# Euskadi Basque Country-Murias
Euskadi Basque Country-Murias (código UCI: EUS) fue un equipo ciclista profesional español de categoría Profesional Continental. Compitió por primera vez en la temporada 2015 y tenía su sede en Echávarri-Viña.
En la temporada 2018 el equipo subió de categoría UCI y pasa a Continental Profesional (2.ª división) pudiendo participar mediante invitación en la Vuelta a España.

## Historia
En mayo de 2017, mediante un acto en el hotel Abando, los representantes del Murias Taldea, dieron a conocer que a partir de 2018 el equipo pasaría a formar parte de la categoría Profesional Continental. La noticia se hizo oficial en diciembre de 2017 cuando la UCI dio a conocer la lista de miembros en categoría Profesional Continental para 2018.
Este hecho posibilitó que el equipo fuera invitado, de cara a la temporada 2018, a las siguientes carreras UCI World Tour: la Vuelta al País Vasco, la Clásica de San Sebastián y la Vuelta a España.
En 2019 Murias Taldea y la Fundación Euskadi mantuvieron conversaciones acerca de una fusión de ambos equipos donde Murias se integrase al 50% dentro de la Fundación. Sin embargo, no llegaron a un acuerdo.
A final de temporada, a pesar de ganar una etapa en la Vuelta a España, la falta de nuevos patrocinadores abocó al equipo a la desaparición.

## Corredor mejor clasificado en las Grandes Vueltas
| Año  | Giro de Italia | Tour de Francia | Vuelta a España      |
| ---- | -------------- | --------------- | -------------------- |
| 2015 | -              | -               | -                    |
| 2016 | -              | -               | -                    |
| 2017 | -              | -               | -                    |
| 2018 | -              | -               | 17.º Mikel Bizkarra  |
| 2019 | -              | -               | 22.º Óscar Rodríguez |

## Material ciclista
El equipo usó en 2015, su primer año, bicicletas BH con componentes Shimano, bielas Rotor y ropa Bioracer. 
Desde 2016 y hasta su disolución, usó bicicletas Orbea y ropa Kalas Sportswear.

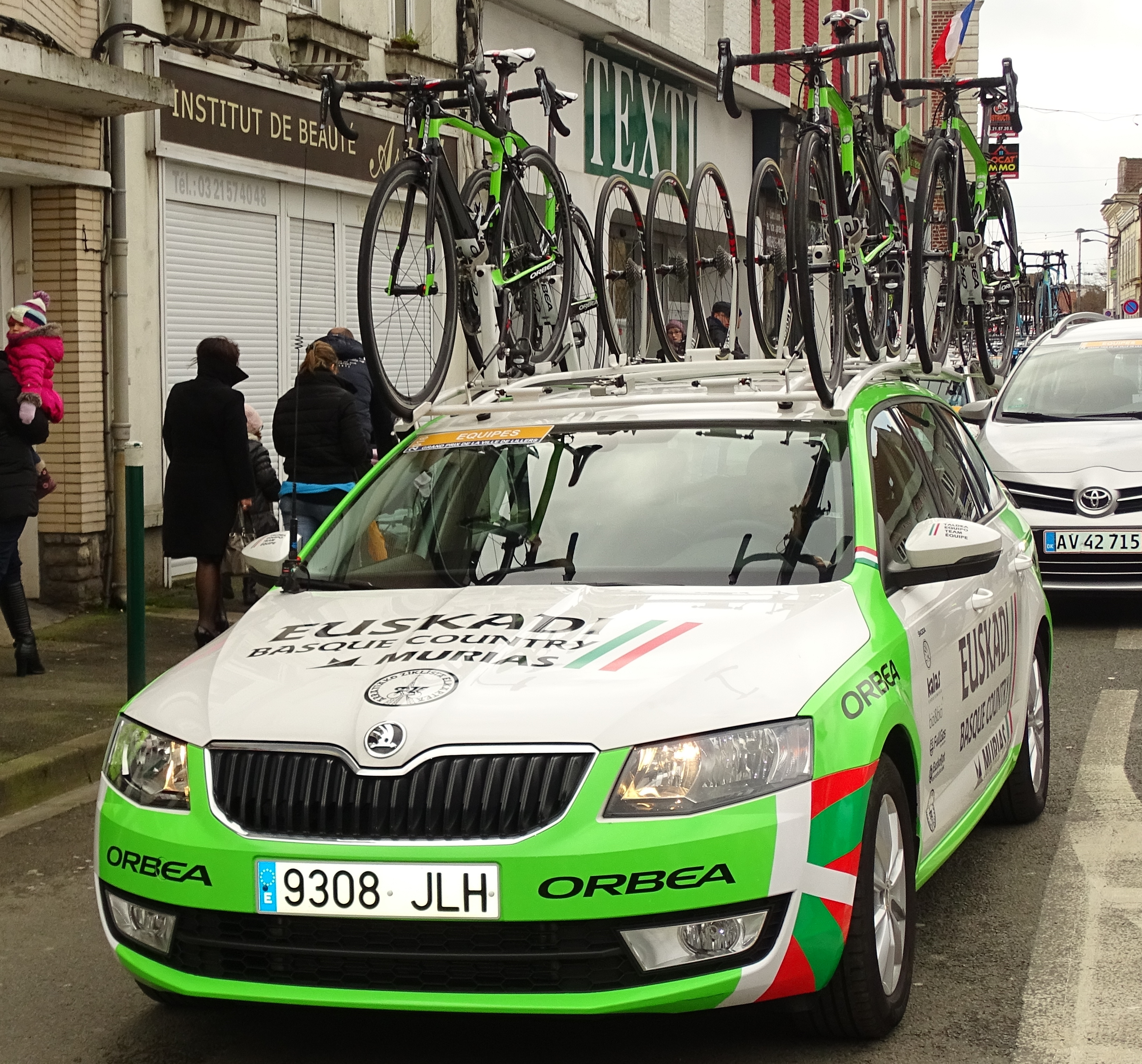
Vehículo del equipo.

| Año  | Bicicletas | Equipación | Cascos  | Coches |
| ---- | ---------- | ---------- | ------- | ------ |
| 2015 | BH         | Bioracer   | Garneau | Škoda  |
| 2016 | Orbea      | Kalas      | Spiuk   | Škoda  |
| 2017 | Orbea      | Kalas      | Spiuk   | Škoda  |
| 2018 | Orbea      | Kalas      | Spiuk   | Škoda  |
| 2019 | Orbea      | Kalas      | Spiuk   | Škoda  |

## Clasificaciones UCI
A partir de 2005 la UCI instauró los Circuitos Continentales UCI, donde el equipo está desde que se creó en 2015, registrado dentro del UCI Europe Tour. Las clasificaciones del equipo y de su ciclista más destacado son las siguientes:
| Temporada          | Clasificación por equipos | Mejor corredor en la clasificación individual | Posición |
| 2015 (Europe Tour) | 84.º                      | Ion Ander Insausti                            | 268.º    |
| 2016 (Europe Tour) | 40.º                      | Garikoitz Bravo                               | 137.º    |
| 2017 (Europe Tour) | 54.º                      | Garikoitz Bravo                               | 230.º    |
| 2018 (Asia Tour)   | 82.º                      | Jon Aberasturi                                | 230.º    |
| 2018 (Europe Tour) | 13º                       | Eduard Prades                                 | 15º      |
| 2019 (Europe Tour) | 19º                       | Óscar Rodríguez                               | 173º     |

## Palmarés
Para años anteriores, véase Palmarés del Euskadi Basque Country–Murias Taldea

### Palmarés 2019

#### UCI WorldTour
| Fechas          | Carreras                         | Ganador       |
| 4 de septiembre | 11.ª etapa de la Vuelta a España | Mikel Iturria |

#### Circuitos Continentales UCI
| Fechas       | Circuito             | Carreras                                 | Ganador      |
| 20 de marzo  | UCI Europe Tour 2019 | 1.ª etapa de la Vuelta al Alentejo       | Enrique Sanz |
| 21 de marzo  | UCI Europe Tour 2019 | 2.ª etapa de la Vuelta al Alentejo       | Enrique Sanz |
| 24 de marzo  | UCI Europe Tour 2019 | 6.ª etapa de la Vuelta al Alentejo       | Enrique Sanz |
| 27 de abril  | UCI Europe Tour 2019 | 3.ª etapa de la Vuelta a Castilla y León | Enrique Sanz |
| 12 de julio  | UCI Europe Tour 2019 | 1.ª etapa del Trofeo Joaquim Agostinho   | Enrique Sanz |
| 2 de agosto  | UCI Europe Tour 2019 | 2.ª etapa de la Vuelta a Portugal        | Mikel Aristi |
| 7 de agosto  | UCI Europe Tour 2019 | 6.ª etapa de la Vuelta a Portugal        | Héctor Sáez  |
| 22 de agosto | UCI Europe Tour 2019 | 2.ª etapa del Tour de Limousin           | Mikel Aristi |

## Plantilla
Para años anteriores, véase Plantillas del Euskadi Basque Country–Murias Taldea

### Plantilla 2019
| Nombre                   | Nacimiento | Nacionalidad | Equipo 2018                    |
| Mikel Aristi             | 28/05/1993 | España       | Euskadi Basque Country-Murias  |
| Aritz Bagües             | 19/08/1989 | España       | Euskadi Basque Country-Murias  |
| Fernando Barceló         | 06/01/1996 | España       | Euskadi Basque Country-Murias  |
| Ander Barrenetxea        | 29/03/1992 | España       | Euskadi Basque Country-Murias  |
| Cyril Barthe             | 14/02/1996 | Francia      | Euskadi Basque Country-Murias  |
| Urko Berrade             | 28/11/1997 | España       | Neo (Lizarte)                  |
| Mikel Bizkarra           | 21/08/1989 | España       | Euskadi Basque Country-Murias  |
| Garikoitz Bravo          | 31/07/1989 | España       | Euskadi Basque Country-Murias  |
| Mario González           | 06/06/1992 | España       | Sporting-Tavira                |
| Beñat Intxausti          | 20/03/1986 | España       | Team Sky                       |
| Julen Irizar             | 26/03/1995 | España       | Euskadi Basque Country-Murias  |
| Mikel Iturria            | 16/03/1992 | España       | Euskadi Basque Country-Murias  |
| Juan Antonio López-Cózar | 20/08/1994 | España       | Team Euskadi                   |
| Óscar Rodríguez          | 06/05/1995 | España       | Euskadi Basque Country-Murias  |
| Sergio Rodríguez         | 22/02/1992 | España       | Euskadi Basque Country-Murias  |
| Héctor Sáez              | 06/11/1993 | España       | Euskadi Basque Country-Murias  |
| Sergio Samitier          | 31/08/1995 | España       | Euskadi Basque Country-Murias  |
| Enrique Sanz             | 11/09/1989 | España       | Euskadi Basque Country-Murias  |
| Gotzon Udondo            | 01/12/1993 | España       | Euskadi Basque Country-Murias  |
| José Daniel Viejo        | 08/12/1997 | España       | Caja Rural-Seguros RGA amateur |